# Meljski hrib
Meljski hrib je 398 mnm visok hrib na severovzhodnem robu mesta Maribor (obenem tudi naselje Meljski hrib, ki spada v mariborsko mestno četrt Center) in je del Slovenskih goric.
Meljski hrib si oznake hrib ne zasluži toliko s svojo višino (relativna višina ne dosega 150m) kot s svojo markantnostjo. Za Meljski hrib je namreč značilno strmo JZ pobočje oziroma klif, ki je nastal zaradi rečne erozije reke Drave. Na tem mestu namreč Drava ob svojem izhodu iz Dravske doline zadene ob Mariborske gorice kot del Slovenskih goric. Pri Meljskem hribu Drava močno spremeni smer toka in od tu naprej teče proti Ptuju vzporedno s Slovenskimi goricami.
Meljski hrib je geološko zgrajen predvsem iz laporjev tortonske starosti (miocen). V glavnem gre za siv lapor z vložki peščenjaka in peska. To so krhke, drobljive kamnine, ki jih uvrščamo med mehke karbonatne kamnine. Zaradi takšnih kamnin, ki s svojimi lastnostmi omogočajo močnejše erozijske procese, so Slovenske gorice razmeroma nizke in reliefno močno razgibane.
Meljski hrib je naravni rezervat. Njegova klifna oz. podorna stena z meliščem je rastišče termofilne flore in pomembna ornitološka posebnost, predvsem kot zbirališče ujed. Skupaj gnezdi tu 61 vrst ptic (mdr. pisana in siva penica). Med njimi jih je 13 uvrščenih na rdeči seznam ogroženih vrst ptic Slovenije. 30 vrst ptic se tu zadržuje zunaj gnezdilnega obdobja ali tu prezimuje. 
Na Meljskem hribu so odkrili sledi keltske postojanke iz 1. stol. pr. n. št.
Večji del Meljskega hriba je pokrit z vinogradi, na njegovem vrhu pa se nahaja turistična kmetija. Meljski hrib se nahaja v okviru naselja Meljski Hrib, ki je znotraj Mestne občine Maribor.